# Walt Bellamy
Walter Jones „Walt“ Bellamy (* 24. Juli 1939 in New Bern, North Carolina; † 2. November 2013 in Atlanta, Georgia) war ein US-amerikanischer Basketballspieler der National Basketball Association. Der 2,11 Meter große Bellamy spielte die Position des Centers und wurde 1993 in die Naismith Memorial Basketball Hall of Fame aufgenommen.

## Karriere
Bellamy spielte drei Jahre lang für die Indiana Hoosiers und wurde in dieser Zeit für die US-Auswahl nominiert, mit der ihm der Sieg bei den Olympischen Spielen 1960 in Rom gelang.
Im NBA-Draft 1961 wurde Bellamy von den Chicago Packers an Position 1 ausgewählt. Mit 31,6 Punkten und 19,0 Rebounds pro Spiel wurde er auf Anhieb zum Superstar, gewann in der Saison 1961/62 den NBA Rookie of the Year Award als bester Neuling und spielte zum ersten von insgesamt vier Malen im All-Star-Game. Da aber sowohl die Packers als auch das Nachfolgeteam Chicago Zephyrs neben Bellamy (25 Punkte und 15 Rebounds pro Spiel) keine guten Spieler hatte, verpasste Chicago zweimal die Playoffs. Als ihn die Zephyrs wegen finanzieller Probleme an die Baltimore Bullets verkauften, kam Bellamy trotz einer eher mäßigen Saison zum ersten Mal in die K.O.-Runde und scheiterte im Halbfinale mit 2-4 an den Los Angeles Lakers. Nachdem die Bullets im darauffolgenden Jahr die Playoffs verpassten, wurde Bellamy zu den New York Knicks getradet und erreichte zweimal die K.O.-Runde, wo die Knicks aber beide Male früh ausschieden. Im Herbst seiner Karriere spielte Bellamy bei den Atlanta Hawks, wo er mit Pete Maravich viermal die Playoffs erreichte, ohne aber jemals weit zu kommen. Im Alter von 36 Jahren beendete Bellamy bei den New Orleans Jazz seine Basketball-Karriere.
Bellamy gilt als hochveranlagter Spieler, der das Pech hatte, dass er stets der alleinige Star von finanzschwachen Klubs und gerade nicht gut genug war, Playoff-Serien alleine entscheiden zu können. Trotzdem wurde er 1993 in die Naismith Memorial Basketball Hall of Fame aufgenommen. Er verstarb im November 2013 im Alter von 74 Jahren.